# 岡田村 (東京都)
岡田村（おかたむら）とは、東京都大島支庁管内にかつて存在した村である。現在の大島町岡田。

## 地理
- 現在の大島町の北部に位置する。
- 村域のほとんどは山がちな地形である。
- 村は太平洋に面している。

## 歴史

### 沿革
- 1908年（明治41年）4月1日 - 伊豆大島への島嶼町村制の施行に伴い、岡田村が単独で村制施行し岡田村が発足。
- 1940年（昭和15年）4月1日 - 伊豆諸島の島嶼町村制が普通町村制に移行。
- 1955年（昭和30年）4月1日 - 元村、泉津村、野増村、差木地村、波浮港村との合併により大島町が発足。同日岡田村廃止。

変遷表
| 1908年 以前 | 1908年 以前 | 明治41年 4月1日 | 昭和30年 4月1日 | 現在   |
| ----------- | ----------- | --------------- | --------------- | ------ |
|             | 岡田村      | 岡田村          | 大島町          | 大島町 |

## 交通

### 海上航路
- 東海汽船

### 港湾
- 岡田港 - 伊豆諸島で最初の接岸桟橋を持つ港として竣工。